# Feliks Nowowiejski
Feliks Nowowiejski (Wartenburg, 7 februari 1877 – Poznań, 23 januari 1946) was een Pools componist, muziekpedagoog, dirigent en orgelvirtuoos. Hij was het vijfde van de elf kinderen van het echtpaar Franciszek Nowowiejski en Katarzyna, geb. Falk.

## Levensloop

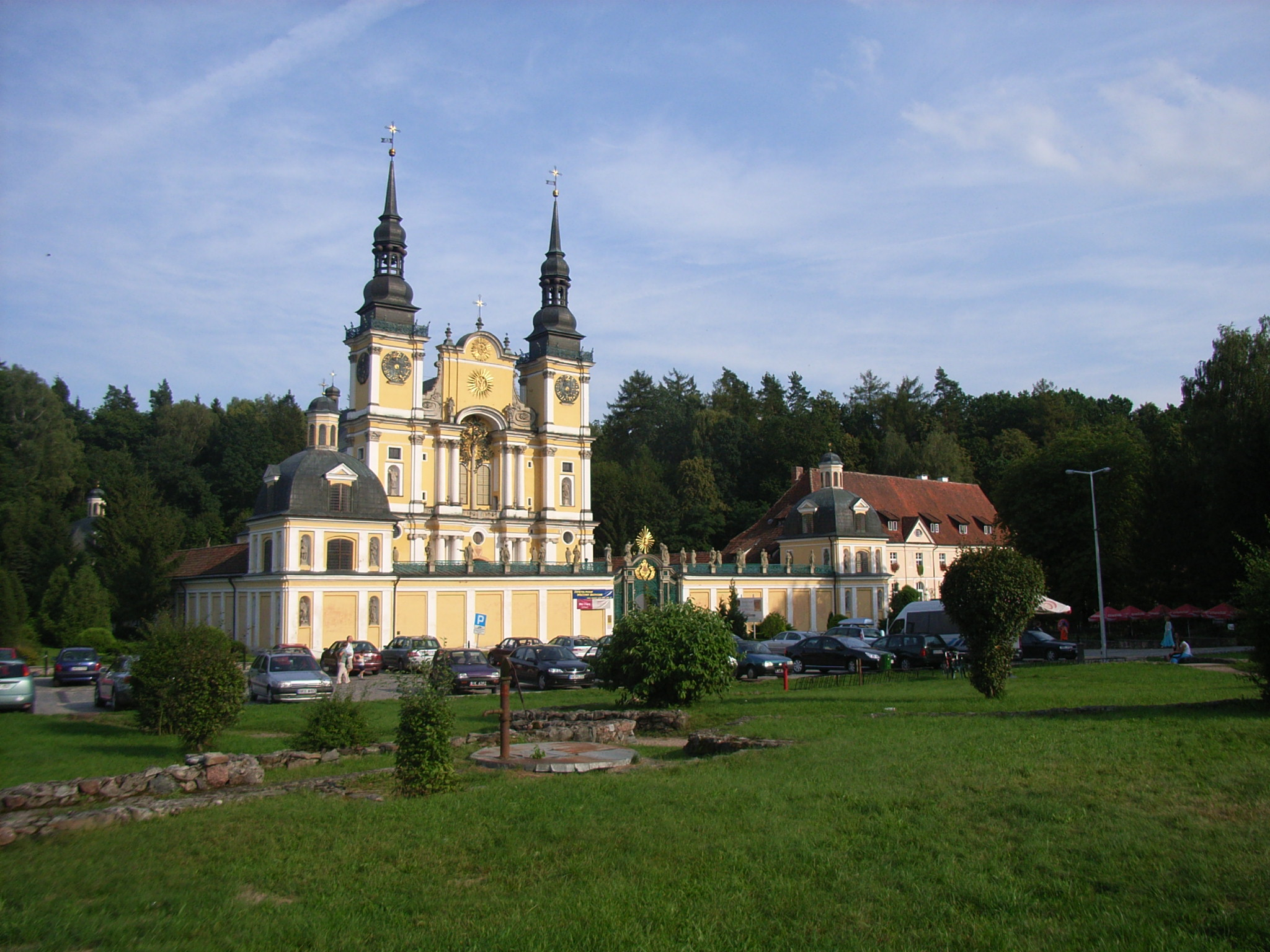
Basilika van Święta Lipka (Heiligelinde)

Nowowiejski bezocht de de kloosterschool van Heiligelinde (sinds 1945 Święta Lipka). Hier ontving hij van 1887 tot 1893 lessen in piano, cello, hoorn, harmonie, maar vooral orgel. Hij werd in 1893 lid van de militaire muziekkapel van het Pruisische Grenadierregiment in Olsztyn en schreef werken voor orkest, harmonieorkest en amateurverenigingen. In 1898 won hij met zijn werk Unter der Friedensflagge een wedstrijd voor marscomposities: "The British Musician" in Londen.
Het daaraan verbonden prijsgeld maakte het hem mogelijk in 1898 gedurende zes maanden muziektheorie, contrapunt, compositie bij Ernest Eduard Taubert, orgel bij Adolf Stemler en cello aan het Julius Stern Konservatorium in Berlijn te studeren. Na zijn terugkomst was hij van 1898 tot 1900 organist aan de "Sint Jacobus Kathedraal" in Allenstein, nu: Olsztyn. Vervolgens studeerde hij in 1900 gedurende 3 maanden gregoriaans en polyfonie aan de Hoge school voor kerkmuziek te Regensburg. Zijn studies voltooide hij bij Max Bruch (compositie), Otto Dienel en Joseph Renner (orgel) aan de Königlich Staatliche Musikhochschule in Berlijn (1900-1906). Tegelijkertijd studeerde hij musicologie bij Max Friedlaender, Oskar Fleischer en Heinrich Bellermann en esthetiek bij Max Dessoir aan de "Friedrich-Wilhelms universiteit" in Berlijn.
Dankzij een studiebeurs (Meyerbeer-stipendium) kon hij van 1902 tot 1905 concertreizen door Europa, Azië en Afrika maken. In Europa bezocht hij Duitsland, Tsjechië, Oostenrijk, Italië, Frankrijk en België. Gedurende deze concertreizen kwam hij in contact met Antonín Dvořák, Gustav Mahler, Camille Saint-Saëns, Pietro Mascagni en Ruggero Leoncavallo.
Na zijn studie was hij muziekleraar, docent en koordirigent in Berlijn (1905-1909). Als componist en dirigent werkte hij samen met koren van Poolse emigranten en kreeg tevens veel informatie over de Poolse cultuur, traditie en liederen. Als muziekleraar en -docent was hij eveneens vanaf 1909 werkzaam in Poznań, Krakau en Warschau. In Krakau werd hij in 1914 directeur van de Krakowskiego Towarzystwa Muzycznego het muzikaal gezelschap. In Krakau en Poznań was hij een belangrijke persoon en organiseerde hij vele muzikale gebeurtenissen. Nowowiejski was in heel Polen als orgelvirtuoos en groot orgel-improvisator bekend en gaf vele concerten. Van 1920 tot 1927 doceerde hij aan de Ignacy Jan Paderewski Muziekacademie in Poznań. Hij was tevens dirigent van het orkest van dit conservatorium.
In 1935 werd hij onderscheiden met de Poolse Nationale prijs voor muziek (Państwową Nagrodę Muzyczną).
Nowowiejski was getrouwd met Elizabeth Mironov-Mirocką, met wie hij vijf kinderen had. De Muziekacademie Bydgoszcz is naar hem genoemd: Akademia Muzyczna im. Feliksa Nowowiejskiego w Bydgoszczy). Het symfonisch orkest van Olsztyn draagt eveneens zijn naam: Orkiestra Symfoniczna Filharmonii Warmińsko-Mazurskiej im. Felixa Nowowiejskiego w Olsztynie. In Poznań vond in 2010 voor het 4e keer de Międzynarodowy Konkurs Organowy im. Feliksa Nowowiejskiego plaats.
Hij schreef muziek voor alle genres. Naast zijn overbekend patriottisch lied Rota (Eed), dat oorspronkelijk de titel Grunwald droeg, verwierf hij internationale bekendheid vooral door zijn orgelwerken. Het bekendste van zijn oratoria is ongetwijfeld het Quo vadis, op.49 nr 3 met een uitvoeringstijd van meer dan 2 uur. Dit ging in 1909 in Amsterdam in première en beleefde alleen tot 1939 al 200 uitvoeringen.

## Composities

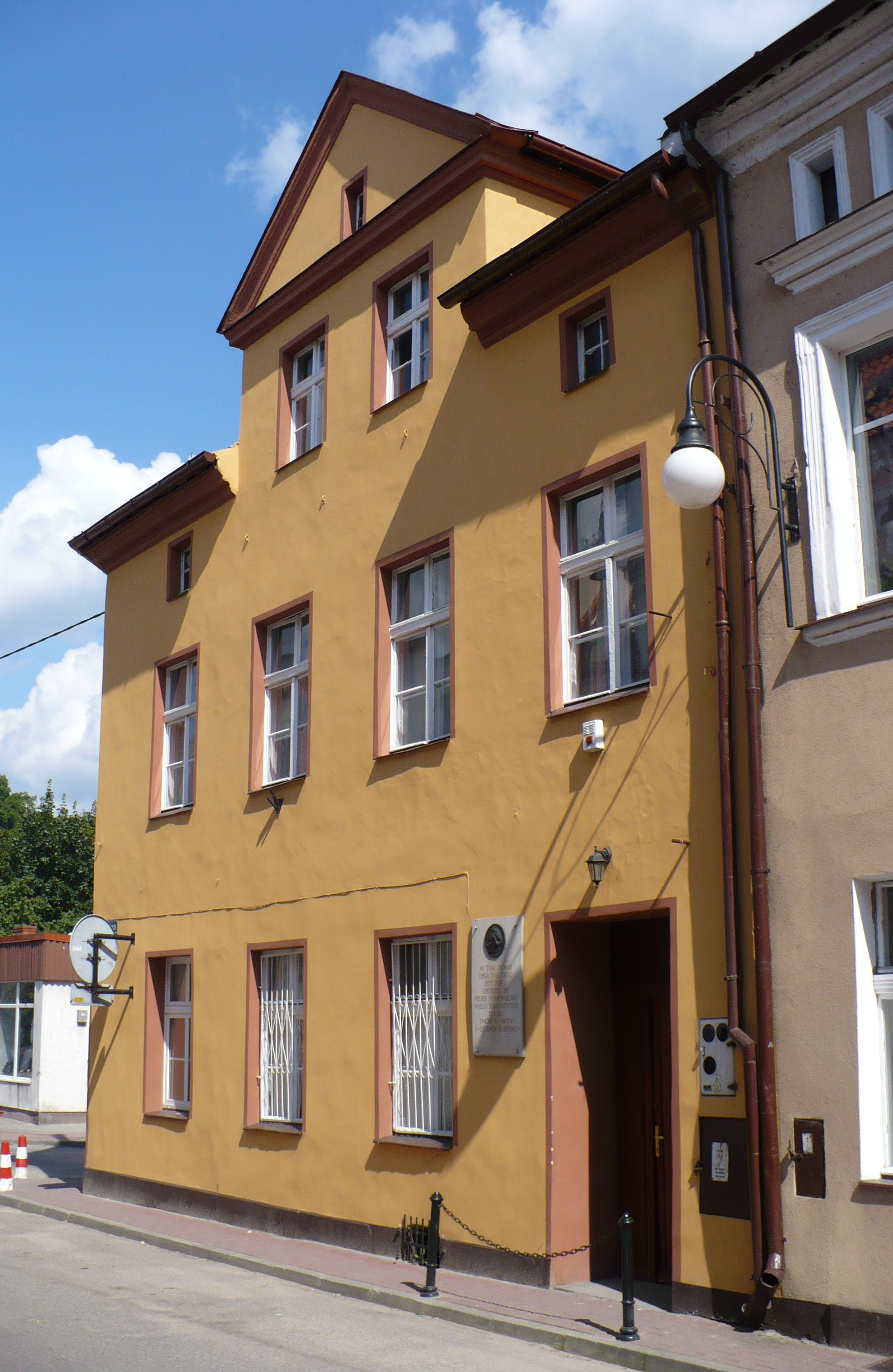
Het Feliks Nowowiejski museum
in zijn geboortestad Barczewo

### Werken voor orkest

#### Symfonieën
- 1904 Symfonie nr. 1 in b mineur "Siedem barw Iris", voor orkest, op. 12
- 1905 Symfonie in a mineur, voor orkest (alhoewel het tweede keer met de "Giacomo Meyerbeer Compositie Prijs" in 1904 bekroond, heeft hij dit werk later terug getrokken)
- 1938 Symfonie nr. 2 "Praca i rytm", voor orkest, op. 52
- 1939/1940 Symfonie nr. 3 "Symfonia Białowieska", voor orkest, op. 53
- 1941 Symfonie nr. 4 "Symfonia pokoju", voor drie vocaalsolisten, spreker, gemengd koor en orkest, op. 58 - tekst: Jan Kasprowicz en Leopold Staff

#### Concerten voor instrumenten en orkest
- 1938 Concert, voor cello en orkest, op. 55
- 1939 Concert "Słowiański", voor piano en orkest, op. 60

#### Andere werken voor orkest
- 1902 Uwertura romantyczna, voor orkest, op. 3
- 1903 Swaty polskie (Polnische Brautwerbung), ouverture voor groot orkest, op. 6 (won in 1903 de "Ludwig van Beethoven"-Prijs) (opgedragen aan Max Bruch)
- 1903 Konrad Wallenrod, ouverture voor orkest
- 1903 Beatrycze, symfonisch gedicht naar de De goddelijke komedie van Dante Alighieri, op. 17, nr. 1
- 1905 Nina i Pergolesi, symfonische fantasie over het lied "Tre Giorni" van Giovanni Battista Pergolesi, op. 17, nr. 2
- 1915 Pożegnanie Ellenai, symfonisch gedicht naar Julius Słowacki voor klarinet, strijkkwartet en orkest, op. 17, nr. 3
- 1944 Obrazki słowiańskie, voor orkest
- 1910 Praetorianer Marsch - optocht van de lijfgarde van keizer Nero op het Forum Romanum en aftrekken naar het Colosseum uit het oratorium "Quo vadis", voor groot orkest
- Piotr Skarga, voor mannenkoor, orgel en orkest, op. 18, nr. 3

### Werken voor harmonieorkest
- 1898 Unter der Friedensflagge - Pod sztandarem pokoju, mars (won 1898 een 1e prijs bij een compositiewedstrijd in Londen)
- British Phalanx, mars
- Deutschlands Stolz
- Gen Dowbór-Kusnicki, militaire mars
- Rautendelein-Marsch, voor harmonieorkest, op. 29[3]
- Unter dem Roten Kreuz (Onder het rode kruis), mars
- Unter den Schwingen des deutschen Adlers
- Zeppelin-Marsch

### Oratoria, cantates, missen en kerkmuziek

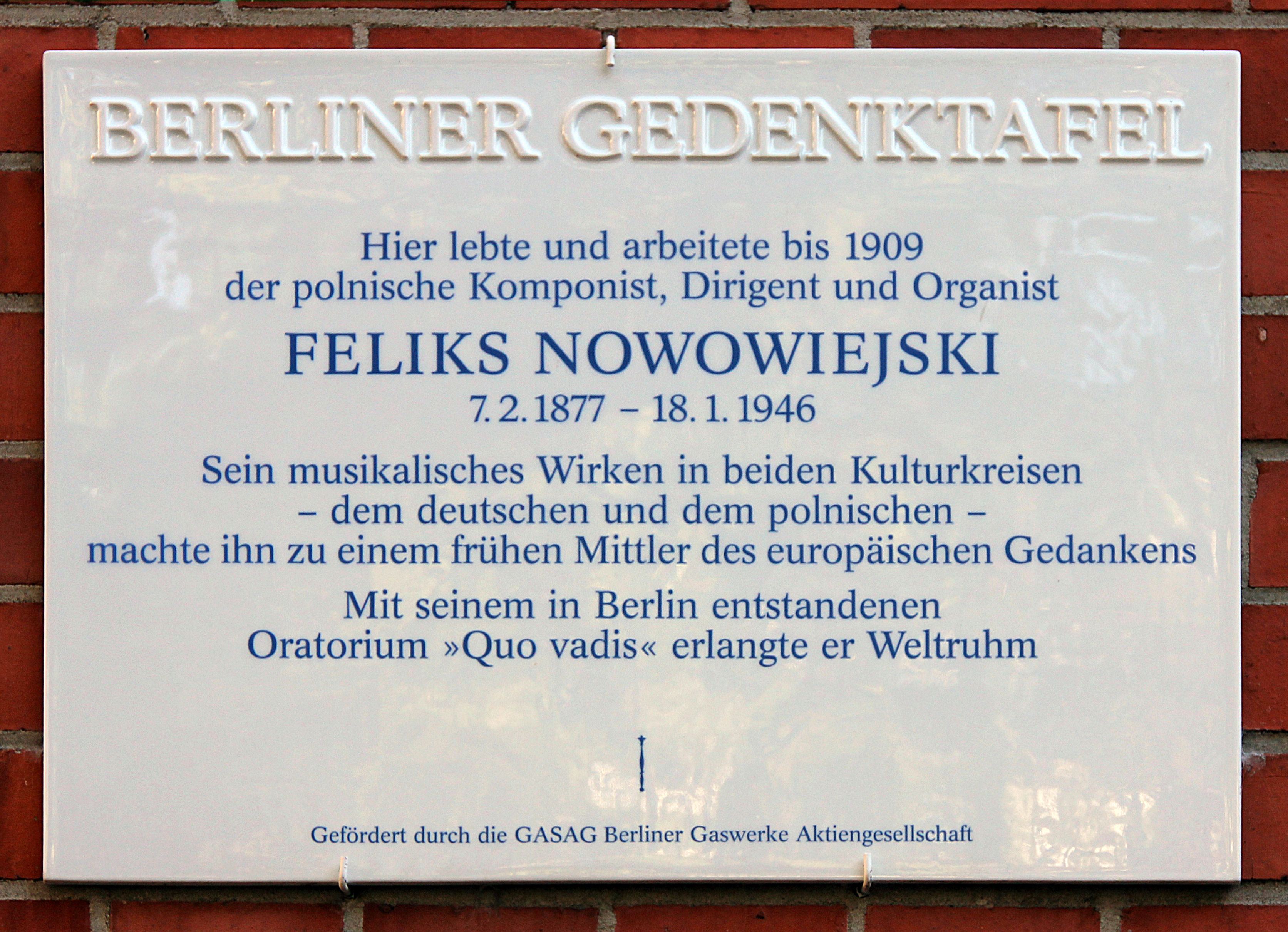
Gedenkplaat aan het huis Waldenser Str. 28 in Berlijn voor Feliks Nowowiejski

- 1901-1902 Powrót syna marnotrawnego, oratorium voor alt, tenor, bas, gemengd koor, orgel en orkest, op. 3 (won in 1902 de Giacomo Meyerbeer Compositie Prijs)
- 1905-1906 Znalezienie Świętego Krzyża, oratorium voor alt, bariton, gemengd koor, orgel en orkest, op. 14 - première: 11 april 1906 in Lwów, nu: Lviv
- 1907 Quo vadis, dramatisch scènisch oratorium voor sopraan, bas, bariton (solo), gemengd koor, orgel en orkest, op. 13 - libretto: A. Jungst naar een novel van Henryk Sienkiewicz - première: 7 maart 1909 in Amsterdam
  1. Forum Romanum. Pożar Rzymu
  2. Marsz pretorianów
  3. Nocne zgromadzenie chrześcijan w katakumbach
  4. Via Appia - widzenie Chrystusa przez Piotra
  5. Finał
- 1924 Testament Bolesława Chrobrego, voor tenor, gemengd koor en piano, op. 48 - tekst: Edmund Ligocki
- 1929 Psalm 136 (Jeruzalem-Ojczyzna), voor gemengd koor, orkest (of orgel), op. 36 - tekst: vertaling Jan Kochanowski
- 1939 Kantata o bohaterze (Pogrzeb generała Bema), cantate voor mezzosopraan solo, mannenkoor en piano, op. 54 - tekst: Cyprian Kamil Norwid
- Kantata o młodości i pracy (Śląska), cantate voor bariton, mannenkoor en piano (of orkest), op. 48 nr 3
- Missa Mariae Claromontanae, voor gemengd koor a capella, op. 49, nr. 1
- Missa de Lisieux, voor mannenkoor en orgel, op. 49, nr. 2
- Missa pro pace (Msza w intencji pokoju), voor mannenkoor en orgel, op. 49, nr. 3
- Missa Stella Maris, voor gemengd koor en orgel, op. 49, nr. 4
- Missa de Lourdes, voor gemengd koor en orgel

### Muziektheater

#### Opera's
| Voltooid in | titel                                       | aktes | première                        | libretto            |
| ----------- | ------------------------------------------- | ----- | ------------------------------- | ------------------- |
| 1917        | Emigranci                                   |       |                                 |                     |
| 1924        | Legenda Bałtyku (Baltische legende), op. 28 |       | 28 november 1924, Poznań, Opera | Wanda Szalay-Groele |
|             | Obieżysasy, op. 46                          |       |                                 | Arno Herolask       |
|             | Ondraszek, op. 47                           |       |                                 | Gustaw Morcinek     |
|             | Kaszuby, op. 47                             |       |                                 |                     |
|             | Busola                                      |       | nooit uitgevoerd                |                     |

#### Balletten
| Voltooid in | titel                                 | aktes | première | libretto         | choreografie |
| ----------- | ------------------------------------- | ----- | -------- | ---------------- | ------------ |
| 1928        | Malowanki ludowe, op. 30              |       |          |                  |              |
| 1929        | Król wichrów (Tatry / Leluja), op. 37 |       |          | Emil Zegadłowicz |              |

### Vocale muziek

#### Werken voor koor
- 1910 Rota (Eed), voor gemengd- of mannenkoor en orkest - tekst: Maria Konopnicka (gecomponeerd ter gelegendheid van de 500-jaar-herdenking van de Slag bij Tannenberg/(Slag bij Grunwald) (1410))[4]
- 1925 Bitwa pod Racławicami, voor gemengd koor - tekst: Jerzy Żuławski
- 1928 Verzameling van patriottische hymnen, voor gemengd koor
  1. Górnośląski
  2. Kaszubski
  3. Pomorski
  4. Warmiński
- 1930 Do Ojczyzny, voor gemengd koor - tekst: Zygmunt Krasiński
- Ballada o Gdańsku, voor gemengd koor en piano (of orkest), op. 4, nr 6
- Fala, voor mannenkoor a capella, op. 15, nr. 1
- Dzwony nieszporne, ballade voor gemengd koor en piano (of orgel), op. 18, nr. 2
- O, nie mów o mnie, voor mannenkoor a capella, op. 15, nr. 1
- Przyjdź śnie, voor mannenkoor a capella, op. 15
- Na Kujawach rżną skrzypice (Kujawiak), voor gemengd koor en piano (of orkest), op. 18
- Śpiewnik gwiazdkowy, voor gemengd koor, op. 5, nr. 15
- Śpiewnik morski, lied voor gemengd koor, op. 42
- Śpiewnik Orła Białego, lied voor gemengd koor, op. 41
- Tam w moim kraju, voor mannenkoor a capella, op. 15, nr. 5
- W Artusowym dworze, voor mannenkoor a capella, op. 15, nr. 11
- Z malborskiej wieży, voor gemengd koor a capella, op. 6, nr 6

#### Liederen
- 1935-1939 Róże dla Safo, zangcyclus voor sopraan en orkest (of piano) - tekst: Maria Pawlikowska-Jasnorzewska
- Czarne oczki, voor sopraan (of tenor) en orkest, op. 16, nr. 2
- Cztery pieśni polskie, voor zangstem en piano, op. 16, nr. 2
- Dzień zaduszny (Melancholia), voor zangstem en piano, op. 16, nr. 3
- Eros i pszczoła (Anakreontyki), voor zangstem en piano, op. 16, nr. 9
- Gdy szedłem wśród doliny, voor zangstem en piano, op. 16, nr. 6
- Grajek - Wariacje na temat ludowy, voor coloratuursopraan en orkest, op. 32
- Jabłoneczka, voor sopraan en orkest, op. 16, nr. 8
- Kołysanka polska, voor zangstem en piano, op. 16
- Którędy Jasiu, voor sopraan (of tenor) en orkest, op. 16, nr. 2
- Kujawiak, Pamiętasz, Janku, voor sopraan (of tenor) en orkest, op. 16, nr. 2
- Moja pieszczotka, voor zangstem en piano, op. 16
- Osypała jabłoneczka, voor zangstem en piano, op. 16, nr. 8
- Pieśń swatki z "Balladyny", voor zangstem en piano, op. 16, nr. 4
- Przekleństwo, voor zangstem en piano, op. 16
- Rozumiem fal mowę, voor zangstem en piano, op. 16, nr. 5
- Zagasły już, voor zangstem en piano, op. 16, nr. 1

### Kamermuziek
- 1918 Legenda, voor viool en piano, op. 32
- 1918 Litanii częstochowskiej, voor viool en orgel
- Don Juan Tenorio na zespół kameralny, voor dwarsfluit, viool, cello en piano
- Fantazja, voor cello en piano, op. 28
- Improwizacja, voor trombone en piano, op. 19, nr. 1

### Werken voor orgel

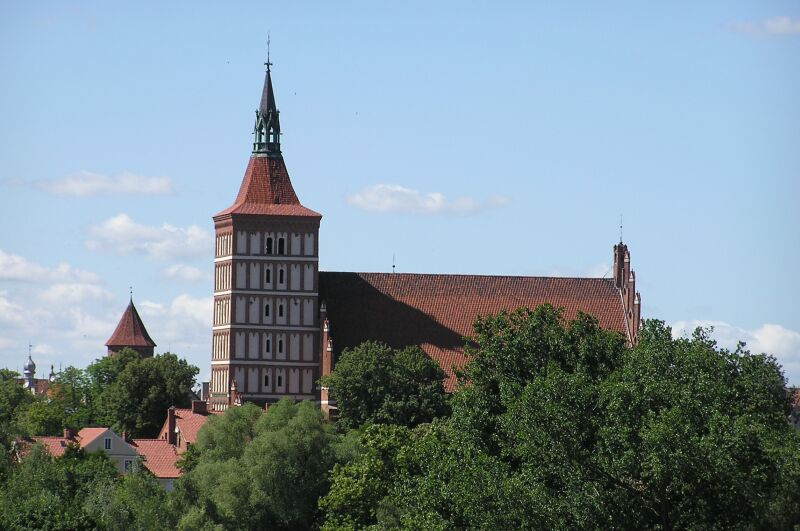
Sint Jacobus Kathedraal in Olsztyn

- 1909 Dumka "Klagelied um die gefallenen Soldaten" (Klaaglied voor de gesneuvelde soldaten), voor orgel, op. 31 nr. 1 (opgedragen aan professor Surzyński, organist aan de Philharmonie van Warschau)
- 1909 Fantazja polska II. Boże Narodzenie w Kościele Mariackim (Kerstmis in de oude Mariakerk te Krakau), fantasie voor orgel, op. 31, nr. 3
- 1918 Fantazja polska III. Boże Narodzenie w Polsce, op. 31, nr. 4
- 1929-1931 9 symfonieën, voor orgel, op. 45
  1. Symfonia organowa nr 1 in a mineur
    1. Maestoso dramatico - Allegro moderato
    2. Andante cantabile
    3. Finale: Allegro con brio

  2. Symfonia organowa nr 2 in g mineur
    1. Preludium festivo
    2. Adagio con molto d'espressione
    3. Finale: Recitativo - Fuga

  3. Symfonia organowa nr 3 in a mineur "Lourdes"
    1. Toccata
    2. "Le Miracle": Recitativo - Pastorale
    3. Epilog

  4. Symfonia organowa nr 4 in d mineur
    1. Intro: Adagio - Allegro moderato
    2. Consolatrix Afflictorum
    3. Toccata

  5. Symfonia organowa nr 5 in e mineur
    1. Allegro serioso
    2. Andante
    3. Passacaglia

  6. Symfonia organowa nr 6 in a mineur
    1. Preludium
    2. Intermezzo: Allegretto Scherzando
    3. Lento. Regina Angelorum
    4. Toccata e Fuga

  7. Symfonia organowa nr 7 in A majeur "Disputa"
    1. Preludium festivo
    2. Intermezzo: Allegretto
    3. Theme et Variations (1-6)
    4. Finale: Fuge

  8. Symfonia organowa nr 8 in C majeur "Mors mea - Funeralis mea"
    1. Andante con moto - Moderato - Marcia funebre

  9. Symfonia organowa nr 9 in F majeur
    1. Toccata
    2. Scherzo
    3. Finale-Improvazione
- 1930-1940 4 concerten, voor orgel en orkest, op. 56
  1. Koncert organowy nr 1
    1. Veni creator
    2. Infantes Dei
    3. Epilog: In Paradisum

  2. Koncert organowy nr 2
    1. Introduction et Fugue
    2. Canon Grégorien
    3. Toccata

  3. Koncert organowy nr 3
    1. Preludio
    2. Choral
    3. Introduzione e variazione

  4. Koncert organowy nr 4
    1. Maestoso. Solennelle
    2. Andantino. Scherzando
    3. Finale. Tranquillo E Misterioso
- 1941 In Paradisum, gedicht voor orgel, op. 61
  1. Wstep - Ukrzyzowanie - Zaprawde powiadamci
  2. Pragne
  3. Oto Syn Twój - oto Matka Twoja
  4. Boze mój, Boze czemus mnie opusil
  5. Pragne
  6. Wykonalo sie
  7. Ojcze, w rece Twoje oddaje ducha mego
  8. In Paradisum
- Einzug in den Dom (Feestmars) nr. 3, voor orgel, op. 8, nr. 3
- Stukken voor orgel, op. 9
  1. Fantazja polska I "Mater dolorosa"
  2. Praeludium sur "Roses de sante Thérèse"
  3. Praeludium sur un thème Kyrie de la Messe XI
  4. Introduction d'un Choral "Salve Regina"
  5. Wstęp do sekwencji "Victimae Paschali Laudes"
  6. Wstęp do hymnu "Veni Creator Spiritus"

### Werken voor piano
- 1898 Unter der Friedensflagge - Pod sztandarem pokoju, mars
- Albumblad
- Ballade nr. 1 cis mineur, op. 20, nr. 1
- Ballade nr. 2 in A majeur, op. 20, no. 2
- Ballade nr. 3 As majeur, op. 20, nr. 3
- Ballade nr. 4 cis mineur, op. 20, nr. 4
- Gavotte
- Gen Dowbór-Kusnicki, militaire mars
- Kasjoebische dans "Borowiak"
- Łatwe tańce dla dzieci, op. 2 nr 3
- Mazurka nr. 1 in fis mineur
- Mazurka nr. 2 in a mineur
- Mazurka nr. 3 in d mineur
- Mazurka nr. 4 in a mineur
- Mazurka nr. 5 in e mineur
- Obrazki słowiańskie, op. 57, nr. 3
- Poezja starego Krakowa
- Poolse dans nr. 1
- Poolse dans nr. 2
- Poolse dans nr. 3
- Marsz pretorianów uit "Quo vadis"
- Prélude nr. 1 (2e versie)
- Prélude nr. 1 (originele versie)
- Prélude nr. 2
- Sprookjes
- Suite van klassieke en eigentijdse dansen
  1. Cracovienne
  2. Gallop
  3. Mazurka
  4. Minuet
  5. Polka
  6. Polonaise
  7. Walzer

### Werken voor harp
- Mazurka, voor harp, op. 1 nr 6
- Krakowiak, voor harp, op. 1 nr 7